# Edmundo Bosio Dioco
Edmundo Bosio Dioco (Rebola, 22 november 1922 – Malabo, 9 februari 1975) was een politicus uit Equatoriaal-Guinea.
Bosio Dioco werd geboren op Bioko, dat destijds nog Fernando Poo heette en onder Spaans bestuur viel. Hij behoorde tot de Bubi-minderheid in Equatoriaal-Guinea. Tijdens de koloniale periode werkten de meeste Bubi's al dan niet gedwongen op de plantages van Spaanse - of Bantoe-boeren. Bosio Bioco was leraar, bezat een plantage en was eigenaar van een chocoladefabriek. Vóór de onafhankelijkheid richtte hij de Bubi Union op en hij deed mee aan de presidentsverkiezingen, die echter werden gewonnen door Francisco Macías Nguema. Op 12 oktober 1968 werd hij vicepresident en minister van Handel in de regering van Macías Nguema.
Begin 1975 werd Bosio Dioco gearresteerd en in de gevangenis gezet waar hij werd gemarteld. Volgens de Equatoriaal-Guineese regering pleegde hij zelfmoord, doch algemeen wordt aangenomen dat hij is vermoord.